# Bastione di Stephenson
Il Bastione di Stephenson è un massiccio montuoso alto 1.850 m e caratterizzato da pareti molto ripide nel suo fianco meridionale, situato nella parte centro-meridionale della Catena di Shackleton, nella Terra di Coats in Antartide. 
Fu mappato per la prima volta nel 1957 dalla Commonwealth Trans-Antarctic Expedition (CTAE) e fotografato dagli aerei della U.S. Navy nel 1967. Ricevette questa denominazione dal Comitato consultivo dei nomi antartici (UK-APC) in onore di Philip J. Stephenson, un geologo australiano che faceva parte della componente transpolare della CTAE tra il 1955 e il 1958.